# Србуи Тюсаб
Србуи Тюсаб (настоящая фамилия — Ваганян) (арм. Սրբուհի Տիւսաբ; 1841, Константинополь — 1901, там же) — армянская писательница. Первая армянская женщина-прозаик. Публицист и общественный деятель, феминистка. Представительница романтического направления в западноармянской литературе.

## Биография
Родилась в Османской империи в знатной зажиточной армянской католической семье. Начальное образование получила во французской школе. Будучи образованной в духе западноевропейских, прежде всего, французских идей и традиций, с молодости проявляла большой интерес к армянскому языку.
Со своим будущим мужем — известным музыкантом французом Полем Тюсабом, руководителем дворцового оркестра, она познакомилась в одном из европейских салонов, где видные представители интеллигенции, либералы, писатели и активисты собирались, чтобы обсудить социальные и политические вопросы, литературу и поэзию. Она принимала активное участие в деятельности благотворительных организаций, которые способствовали поддержке и образованию женщин. Уже став женой Поля Тюсаба, Србуи наряду с литературой начала заниматься общественно-политической деятельностью.

## Творчество
Выступила в печати в 1880 со статьями, в которых отстаивала права новоармянского языка. В серии очерков писала о состоянии образования и занятости женщин.
Первые литературные опыты Тюсаб — стихи, отмечены сильным влиянием её учителя М. Пешикташляна. Первые литературные произведения Србуи Тюсаб были написаны на классическом армянском языке.
Представляя западно-армянский романтизм 1880-х годов, Тюсаб была увлечена социальными идеями Жорж Санд, в романах «Сирануйш» (1884), «Араксия, или Учительница» (1887), «Майта» (1883) она вскрывала фальшь нравственных устоев буржуазной среды, её социальные противоречия, ратовала за общественные права женщины.
Разнообразные предрассудки и оковы, которыми были скованы женщины в армянской действительности, постоянно были предметом её мыслей, но толчком к её романам послужили литературные опыты, кроме Жорж Санд, также Шарлотты Бронте, Виктора Гюго и армянских писателей: М. Хримян, М. Пешикташлян и Г. Алишан.
После смерти дочери в 1891 году Србуи Тюсаб перестала писать.
Тюсаб рассматривается сегодня, как пионер в решении проблем женского неравенства и необходимости женского образования. Она была источником вдохновения для других армянских женщин-писателей и журналистов, таких как, например, З. Есаян.